# Voßnacken
Der Voßnacken ist ein Höhenzug im östlichen Stadtgebiet von Velbert südlich von Essen, der von der Ruhr von ca. 55 bis 242 Meter über Normalnull ansteigt. Er wird im Handbuch der naturräumlichen Gliederung Deutschlands als eigener Naturraum mit der Ordnungsnummer 3371.11 geführt. Der Höhenzug verläuft in üblicher Streichrichtung der Gebirge des Süderberglands von Südwest nach Nordost und zweigt im Westen von dem Velberter Höhenrücken (Ordnungsnummer 3371.10) ab. Im Osten umfließt der Deilbach den Höhenzug. Er besteht geologisch aus flözleeren oberkarbonischen Schiefertonen mit eingelagerten Grauwackebänken.
Der Voßnacken ist das Kerngebiet der ehemaligen Bauerschaft Voßnacken, welche heute in der Schreibweise Vossnacken einen Ortsteil von Velbert bildet. Entlang des Bergrückens verläuft ein Teil des frühgeschichtlichen Hilinciweg, heute Nierenhofer Straße (Landesstraße 427). Der Voßnacken (Wortursprung wohl Fuchsnacken) gehörte einst komplett zur Herrschaft Hardenberg, seit 1808 Munizipalität Hardenberg, später Bürgermeisterei Hardenberg-Neviges. 1899 wurden Teile des Voßnacken, zusammen mit Dilldorf durch Gebietsreform der Gemeinde Kupferdreh, heute Stadtteil der Großstadt Essen zugeordnet.
Der Voßnacken ist an den steil abfallenden Hängen stark bewaldet und auf den ebeneren Hangkuppen bis heute landwirtschaftlich geprägt. Lediglich im Süden reicht er bis in den Ort Langenberg (Rheinland) hinein mit dem historischen Ortsteil Voßkuhle.